# Mijabe Jukinori
Mijabe Jukinori (Tokió, 1968. július 18. – Tokió, 2017. március 7.) olimpiai bronzérmes japán gyorskorcsolyázó.

## Pályafutása
Az 1992-es albertville-i olimpián 1000 méteren bronzérmes lett. Ugyanezen a távon az 1994–95-ös világkupán arany-, az 1998–99-es bronzérmes lett.
Testvére, Mijabe Jaszunori világbajnoki ezüstérmes gyorskorcsolyázó.

## Sikerei, díjai
- Olimpiai játékok
  - bronzérmes: 1992, Albertville – 1000 m
- Világkupa – 1000 m
  - aranyérmes: 1994–95
  - bronzérmes: 1998–99